# Velike Brisnice
Velike Brisnice is een plaats in de gemeente Senj in de Kroatische provincie Lika-Senj. De plaats telt 1 inwoners (2001).